# Tiburones Rojos de Coatzacoalcos
Tiburones Rojos de Coatzacoalcos – meksykański klub piłkarski z siedzibą w Coatzacoalcos, w stanie Veracruz., działający w latach 2006–2008. Zespół pełnił funkcję rezerw Tiburones Rojos de Veracruz.

## Historia
Klub został założony w 2006 roku, a pierwszy oficjalny mecz rozegrał z rezerwami CF Monterrey (1:0). Tiburones Rojos występowali ostatnio w Primera División A (drugi poziom rozgrywek). Domowe mecze klub rozgrywał na Estadio Rafael Hernández Ochoa, który mógł pomieścić 4,8 tys. widzów i był położony w Coatzacoalcos. W grudniu 2008 podjęto decyzję o fuzji z innym drugoligowcem, Albinegros de Orizaba. Ostatnim trenerem Tiburones był Cristóbal Ortega.

## Reprezentanci kraju grający w klubie
- Meksyk
  - Francisco Javier Gómez
  - Ignacio Vásquez
- Urugwaj
  - Rodrigo Lemos
  - Pablo Granoche
- Panama
  - Luis Moreno
  - Edwin Aguilar
- Chile
  - Héctor Mancilla